# Kōji Kondō
Kōji Kondō (jap. 近藤浩治 Kondō Kōji) (ur. 13 sierpnia 1961 w Nagoi) – japoński kompozytor muzyki do gier komputerowych i reżyser dźwięku. Od 1984 roku pracuje w Nintendo. Najlepiej znany jest z licznych utworów napisanych na potrzeby gier z serii Mario oraz The Legend of Zelda.
Lekcje gry na keyboardzie brał od piątego roku życia. Jako nastolatek szlifował swoje umiejętności, grywając w zespole jazzowo-rockowym. Studiował na uniwersytecie w Uniwersytecie Sztuki w Osace. Mimo swoich umiejętności nie uważał muzyki za sposób zarobku. Zdobywał jednak doświadczenie, używając do komponowania nie tylko klawiszy, ale i komputera. Na ostatnim roku studiów złożył pozytywnie rozpatrzoną aplikację do Nintendo. Zadebiutował ścieżką dźwiękową do gier Vs.Golf i Punch-Out!!. Sławę zdobył muzyką do gier Super Mario Bros. (1985) i The Legend of Zelda (1986). Ostatnią ścieżką dźwiękową napisaną wyłącznie przez niego była muzyka do The Legend of Zelda: Ocarina of Time (1998). Przy kolejnych produkcjach współpracował z innymi muzykami.